# Rebelión irlandesa de 1798
La Rebelión irlandesa de 1798 (en irlandés: Éirí Amach 1798), también conocida como la Rebelión de los Irlandeses Unidos (en irlandés: Éirí Amach na nÉireannach Aontaithe) fue un levantamiento nacionalista irlandés que tuvo lugar en 1798 contra el dominio británico en Irlanda. La Sociedad de los Irlandeses Unidos, un grupo revolucionario irlandés de orientación republicana e influenciado por las ideas de las revoluciones estadounidense y francesa fueron los principales artífices de la revuelta.

## Antecedentes
Desde el final de la guerra jacobita en 1691, Irlanda había estado gobernada por la llamada Ascendencia, miembros ricos de la Iglesia de Irlanda leales a la Corona británica. Esta clase social minoritaria gobernaba de manera sectaria a una gran mayoría de irlandeses católicos y presbiterianos mediante las conocidas como leyes penales de Irlanda. A finales del siglo XVIII elementos liberales surgidos de entre esta clase dominante, inspirados por el ejemplo de la Revolución americana, decidieron hacer causa común con la población católica con el propósito de lograr una mayor autonomía con respecto a Gran Bretaña. Al igual que en Inglaterra, la mayor parte de la población, ya fuera protestante o católica, no podía acceder al voto, debido a que había que cumplir unos requisitos de propiedad al alcance de solo unos pocos.
Cuando Francia apoyó a los rebeldes durante la guerra de Independencia de Estados Unidos, el gobierno de Londres inició la formación de milicias que protegieran su control de Irlanda de una eventual invasión francesa. Miles de irlandeses se alistaron en el cuerpo de Voluntarios Irlandeses. En 1782, la recién creada fuerza usó su poderosa situación para obligar a la Corona a conceder a la Ascendencia terrateniente cierto grado de autogobierno y un parlamento más independiente ("Parlamento de Grattan"). El Partido Patriota Irlandés, liderado por Henry Grattan, presionó activamente a la administración inglesa en busca de mayor autonomía y en 1793, el Parlamento aprobó una serie de leyes que autorizaban a los católicos propietarios a votar, pero sin que pudieran ser elegidos o nombrados para cargos públicos.

## Sociedad de los Irlandeses Unidos

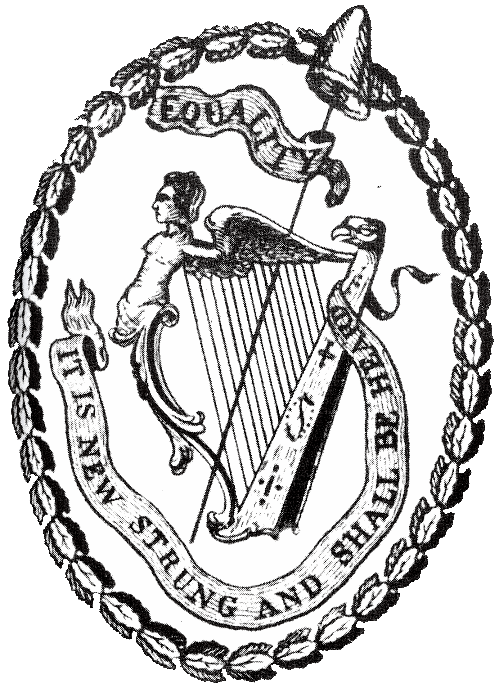
"Igualdad —
Es fuerza nueva y será oída"
Insignia de los Irlandeses Unidosl
Cláirseach (Arpa) con el Gorro frigio en lugar de corona

La perspectiva de reformas inspiró a un pequeño grupo de liberales protestantes en Belfast a fundar la Society of the United Irishmen (Sociedad de los Irlandeses Unidos) en 1791. La organización obviaba la división religiosa con una afiliación compuesta por protestantes de la Ascendencia, católicos, presbiterianos, metodistas y otros grupos protestantes disidentes. Los principales objetivos de la Sociedad eran la reforma democrática y la Emancipación católica y la independencia de Irlanda, medidas que él ni el Parlamento de Irlanda ni el gobierno británico estaban dispuestos a aprobar. El estallido de la guerra con Francia a comienzos de 1793 llevó a los Irlandeses Unidos a la clandestinidad.

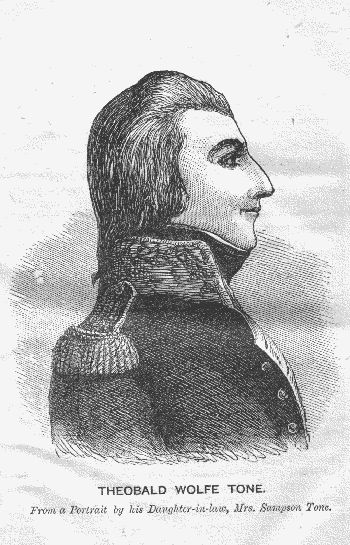
Wolfe Tone, líder de los Irlandeses Unidos.

La intención declarada de los Irlandeses Unidos era romper conexión con Inglaterra la organización se extendió por toda Irlanda y llegó a tener 100.000 miembros en 1797. Estaba relacionada con los grupos católicos de resistencia agraria, conocidos como Defenders, que habían iniciado asaltos a casas particulares en busca de armas a comienzos de 1793.
Pese a su creciente pujanza, los líderes del movimiento decidieron solicitar ayuda militar al Gobierno Revolucionario Francés y esperar al desembarco de tropas galas en Irlanda. Theobald Wolfe Tone, el principal dirigente de los Irlandeses Unidos, viajó a los Estados Unidos y Francia en busca de apoyo para la causa.

## Invasión abortada (1796)

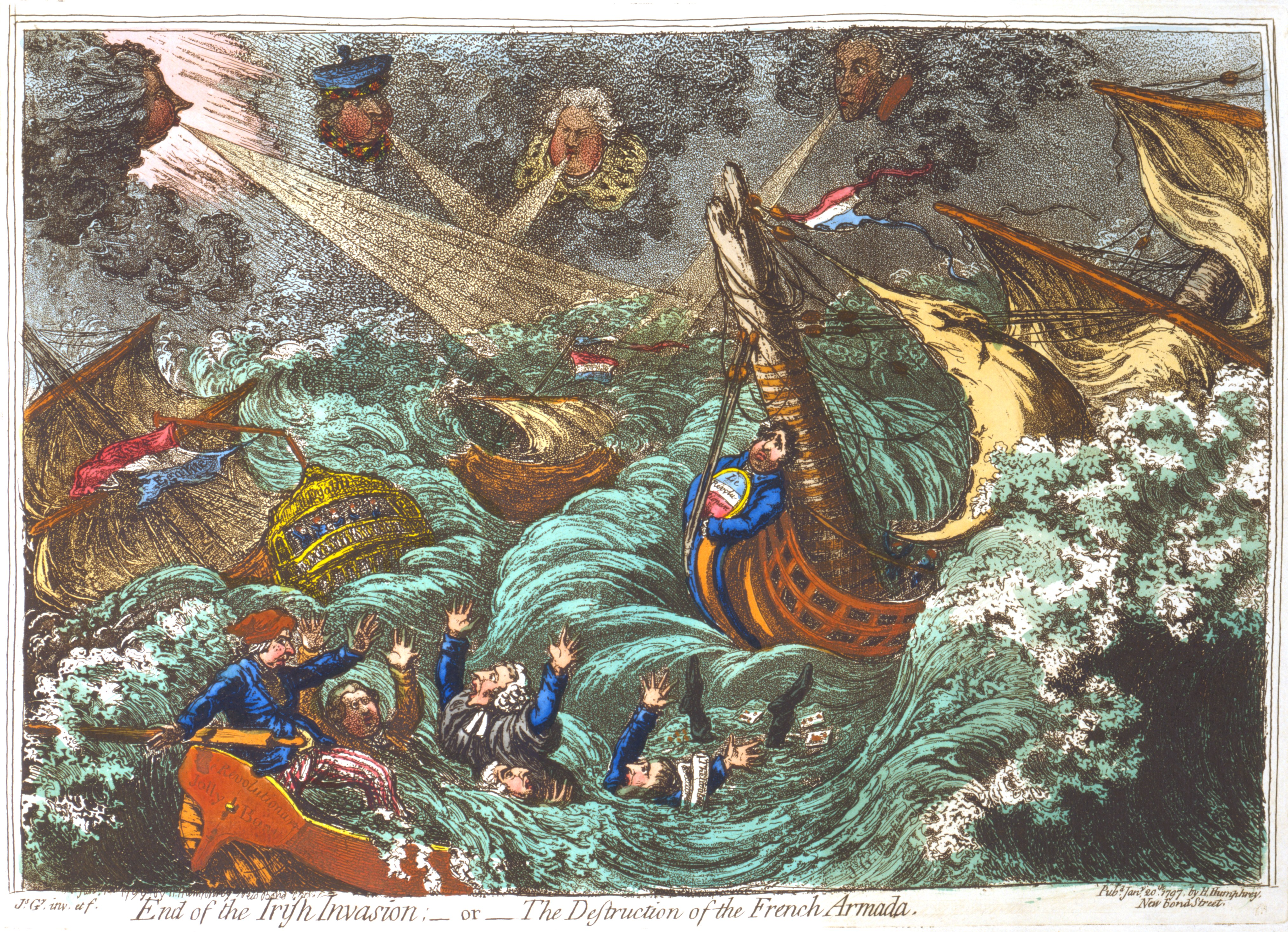
En su obra Fin de la invasión irlandesa- o la Destrucción de la Armada Francesa (1797), James Gillray caricaturizó el fracaso de la expedición de Hoche.

Los esfuerzos de Tone dieron su fruto en forma de la Expédition d'Irlande, una expedición formada por 15.000 veteranos de las tropas francesas comandada por el General Lazare Hoche que alcanzó Bantry Bay en diciembre de 1796 tras burlar la vigilancia de la Royal Navy. Sin embargo, las interminables tormentas y la indecisión de los líderes, unidas a la escasa experiencia marítima de la tripulación acabaron por hacer desistir a los expedicionarios de desembarcar. Wolfe Tone escribiría que: "Inglaterra ha tenido su escapada más afortunada desde la Armada." La flota francesa se vio obligada a regresar a casa y el ejército veterano preparado para la invasión de Irlanda fue disuelto y enviado a otros frentes de las Guerras Revolucionarias.

## Contrarrevolución e insurgencia
Las autoridades establecidas respondieron a los desórdenes implantando la Ley marcial el 2 de marzo de 1797, recurriendo a tácticas que serían descritas hoy en día como terrorismo de Estado. Estas incluían la quema de casas, tortura de prisioneros y asesinatos, particularmente en el Úlster, donde católicos y protestantes (presbiterianos en su mayor parte) habían unido sus fuerzas contra el gobierno británico. En mayo de 1797, el ejército suprimió violentamente el Northern Star, órgano de prensa de los insurrectos.
Los británicos decidieron entonces emplear el sectarismo como herramienta de disensión contra los Irlandeses Unidos Protestantes del Úlster, y la consigna del divide y vencerás fue adoptada oficialmente por el Gobierno. El Brigadier General C. E. Knox escribía al general Lake, responsable máximo del Úlster en los siguientes términos: "Espero incrementar la animosidad entre los hombres de Orange y los Irlandeses Unidos. De este enfrentamiento depende la seguridad de los condados centrales del Norte."
Del mismo modo, el Lord Canciller de Irlanda, John FitzGibbon, escribía al Privy Council en junio de 1798, "En el norte nada podrá mantener a los rebeldes tranquilos salvo la convicción de que donde la traición ha estallado, la rebelión es meramente papista", expresando la esperanza de que los republicanos presbiterianos no se uniesen al alzamiento si pensaban que la rebelión estaba organizada exclusivamente por católicos.
Todos los lealistas de Irlanda se habían organizado en apoyo del Gobierno; muchos pasaron a engrosar las filas del ejército y proporcionaban información a través de la recién creada Orden de Orange en 1795. La fundación del Colegio de San Patricio en Maynoth ese mismo año garantizó la oposición de la iglesia católica a la rebelión: con pocas excepciones, la iglesia se mantuvo leal a la Corona durante los disturbios.
En marzo de 1798, la información proporcionada por los espías infiltrados en los Irlandeses Unidos llevó al Gobierno a intensificar la búsqueda de sus líderes en Dublín e implantar la Ley marcial sobre la mayor parte de la isla. La brutalidad empleada por los británicos decidió a los Irlandeses Unidos a actuar antes de que fuera demasiado tarde. Se produjo un alzamiento en Cahir, condado de Tipperary, que fue rápidamente sofocado por el Sheriff General Thomas Judkin-Fitzgerald. Una facción de los Irlandeses Unidos encabezada por Samuel Neilson y Lord Edward FitzGerald tomó el control de los rebeldes y planeó un levantamiento sin ayuda francesa para el 23 de mayo.

## Estallido de la rebelión
El plan inicial consistía en tomar Dublín, sublevando los condados circundantes para evitar la llegada de refuerzos. Después se sublevaría el resto del país, lo que bloquearía al resto de guarniciones. La señal para el comienzo se daría interceptando los coches de correos desde Dublín. Sin embargo, los espías británicos consiguieron proporcionar en el último momento la información acerca de los puntos de reunión de los rebeldes, que fueron ocupados por el ejército apenas una hora antes de la reunión. Los grupos de insurrectos se dispersaron rápidamente, abandonando las armas. Además, el plan de interceptar los coches de correos fracasó, consiguiendo únicamente detener el que iba hacia Munster en Johnstown, cerca de Naas en el condado de Kildare
Aunque la toma de Dublín había fracasado, los distritos circundantes de la capital se levantaron según lo planeado, y rápidamente le siguieron los condados limítrofes de Dublín. Los primeros choques se produjeron al amanecer del día 24 de mayo. Los enfrentamientos se extendieron rápidamente por la provincia de Leinster y las luchas más violentas tuvieron lugar en el condado de Kildare, donde, pese al éxito inicial de las autoridades, los rebeldes consiguieron dominar la mayor parte del condado. Las fuerzas británicas recibieron instrucciones de retirase a Naas para evitar ser atrapados y destrozados por los rebeldes tal y como había sucedido en Prosperous. Sin embargo, las derrotas de colina de Tara, Meath, y de Carlow, pusieron fin al levantamiento en esos condados. En Wicklow, la noticia del alzamiento hizo cundir el pánico entre los lealistas, que respondieron masacrando a los sospechosos que tenían bajo custodia en las masacres de Dunlavin y Carnew.

## La rebelión se extiende
En Wicklow la rebelión prendió rápidamente, pero pronto se vio inmersa en una sangrienta guerra de guerrillas contra los militares y fuerzas lealistas. El general Joseph Holt, al frente de una partida de 1.000 hombres en las montañas de Wicklow hizo emplear a los británicos gran cantidad de recursos hasta su capitulación en octubre.
En el nordeste, los rebeldes, presbiterianos en su mayoría, se alzaron en armas el 6 de junio en el condado de Antrim, liderados por Henry Joy McCracken. Consiguieron hacerse con el control del condado pero, tras su derrota en la batalla de Antrim fueron rápidamente reducidos. En el condado de Down, tras la victoria inicial en Saintfield, los rebeldes de Henry Munro fueron derrotados en Ballynahinch, la batalla más larga de toda la guerra.
Los rebeldes tuvieron más suerte en Wexford, en el sureste, donde consiguieron dominar efectivamente el condado; sin embargo, las derrotas de New Ross, Arklow, y Bunclody evitaron la difusión de la revuelta más allá de los límites del condado. Finalmente, un ejército británico de 20.000 hombres consiguió derrotar definitivamente a los rebeldes en la batalla de Vinegar Hill el 21 de junio. Los rebeldes se dispersaron en dos columnas y cruzaron las tierras medias y Kilkenny con dirección al Úlster hasta su derrota final el 14 de julio, tras las batallas de Knighstown Bog y Ballyboughal.

## Atrocidades

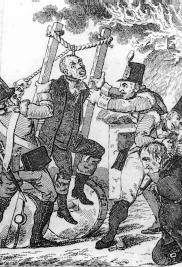
Semiahorcamiento de un presunto miembro de los Irlandeses Unidos por tropas gubernamentales.

La propia naturaleza del conflicto implicaba que en muchas ocasiones la rebelión mostrara la peor cara de las guerras civiles, especialmente en Leinster. El resentimiento causado por el sectarismo, estaba alimentado por las leyes penales aún en vigor y por la dura represión gubernamental en el período inmediatamente anterior al levantamiento. Los rumores de masacre y exterminio en ambos bandos eran habituales, contribuyendo a crear un clima de terror

### Gobierno
El día siguiente a cada victoria británica estuvo marcada por la masacre de prisioneros y heridos, incluso a gran escala como en Carlow, New Ross, Ballinamuck y Killala. Los británicos fueron responsables de masacres especialmente en Gibbet Rath, New Ross y Enniscorthy, llegando a quemar vivos a los rebeldes en las dos últimas. Aquellos rebeldes capturados tras la batalla y considerados culpables de traición a la Corona eran ahorcados.
Además, la población civil fue víctima de asesinatos y violaciones por parte de las tropas británicas, especialmente en el condado de Wexford. Muchas sentencias de muerte fueron ejecutadas extraoficialmente por unidades locales de Yeomen (pequeño campesinado propietario y militarizado) durante y tras la rebelión, aprovechando su conocimiento de la población y de los posibles rebeldes.

### Rebeldes
Atrocidades a pequeña escala fueron cometidas por los rebeldes en las cercanías de Saintfielnd, condado de Down y en Rahtangan condado de Kildare, pero casi todos los actos atroces tuvieron lugar en el condado de Wexford. Ejecuciones de prisioneros lealistas tuvieron lugar en Vinegar Hill y en Wexford, además de una masacre de civiles en Scullabogue. Pese a que los Irlandeses Unidos era una organización declaradamente no sectaria, las atrocidades rebeldes, sobre todo en Wexford, tomaron un cariz religioso, con masacres de protestantes a manos de católicos que no discriminaban entre lealistas y no lealistas.

## Intervención francesa
El 22 de agosto, prácticamente dos meses después de que los principales focos del levantamiento hubieran sido controlados, un ejército de 1.000 soldados franceses bajo las órdenes del general Humbert, desembarcaba en el noroeste del país, en Kilcummin, Condado de mayo. Pronto se le unió un grupo de rebeldes locales, formado por 5.000 hombres, logrando infligir una humillante derrota a los británicos en Castlebar, conocida popularmente como las carreras de Castlebar por lo rápido de la retirada, y dando nacimiento a la breve República de Connaught. La llegada de tropas francesas prendió de nuevo la mecha de la rebelión en Longford y Westmeath, que fueron rápidamente controlados, mientras que el grueso de las tropas fue derrotado por los británicos en la batalla de Ballinamuck, en tierras de Longford el 8 de septiembre de 1798. Los militares franceses que se rindieron fueron repatriados, intercambiados por prisioneros de guerra británicos, pero los rebeldes irlandeses fueron ejecutados. La memoria colectiva del occidente de Irlanda recordaría estos sucesos como Bliain na bhFrancach ("el año de los franceses").
El 12 de octubre de ese mismo año, otro ejército francés de 3.000 hombres junto con el que venía Wolfe Tone intentó desembarcar en el condado de Donegal, cerca de Lough Swilly. Fueron interceptados por un escuadrón de la Royal Navy y, tras una corta batalla de apenas tres horas de duración, se rindieron a las fuerzas británicas sin llegar siquiera a desembarcar. Tras su captura en el Hotel Laird de Letterkenny, Wolfe Tone fue sometido a un Consejo de Guerra en Dublín y declarado culpable. Pidió ser fusilado como un soldado, pero, al serle denegada la petición, se degolló a sí mismo en prisión el 12 de noviembre, falleciendo una semana después.

## Consecuencias
Los supervivientes de la rebelión se lanzaron entonces a una guerra de guerrilla contra el gobierno inglés por varios condados. En el condado de Wicklow, el "General" Joseph Holt continuó luchando hasta negociar su rendición en otoño de 1798. Por su parte, la partida dirigida por Michael Dwyer se mantuvo en activo hasta el fracaso de la rebelión de Robert Emmet de 1803. Otros pequeños grupos siguieron resistiendo en la zona de Wexford de la mano de James Corcoran hasta febrero de 1804
El Acta de Unión de Irlanda y Gran Bretaña fue aprobada en agosto de 1800, y entró en vigor el 1 de enero de 1801, barriendo todas las concesiones hechas a la Ascendencia en materia de autogobierno. Su aprobación fue en parte una respuesta a la rebelión y a la percepción de que esta había sido ocasionada por el mal gobierno de la Ascendencia.
La discriminación religiosa, no tanto la económica fueron gradualmente abolidas tras la entrada en vigor del Acta, pero no fue hasta la movilización católica encabezada por Daniel O'Connell cuando este proceso se aceleró. El descontento ante las desigualdades y el resentimiento persistió, pero la resistencia al gobierno británico adoptaría formas más sectarias, como durante la guerra del Diezmo entre los años 1831 y 1836. Los radicales presbiterianos se reconciliaron con el gobierno británico con su inclusión en la nueva Ascendencia, que ya no sería únicamente anglicana. Como consecuencia, y hasta llegada del movimiento de la Joven Irlanda, la política irlandesa se apartaría de la visión unificadora de los Irlandeses Unidos, con el apoyo de los Unionistas y de la administración inglesa del castillo de Dublín y explotada por políticos como Daniel O'Connell, creando un modelo sectario que ha dominado la cuestión de Irlanda hasta finales del siglo XX.

## Legado
La rebelión de 1798 fue posiblemente el estallido de violencia más intenso de historia irlandesa, causando entre 15.000 y 30.000 muertos en tres meses. Las investigaciones sugieren que las acciones de los rebeldes causaron la muerte de, como máximo 2.000 militares y 1.000 civiles, mientras que el resto de los fallecidos en la contienda fueron causados por las tropas gubernamentales y las milicias lealistas. Las atrocidades fueron cometidas en su mayoría por el bando británico, aunque las matanzas de Protestantes en Wexford a manos de los rebeldes fueron magnificadas por los vencedores en los años sucesivos, que redujeron la rebelión a poco menos que un complot católico para asesinar Protestantes, identificándola con la rebelión irlandesa de 1641

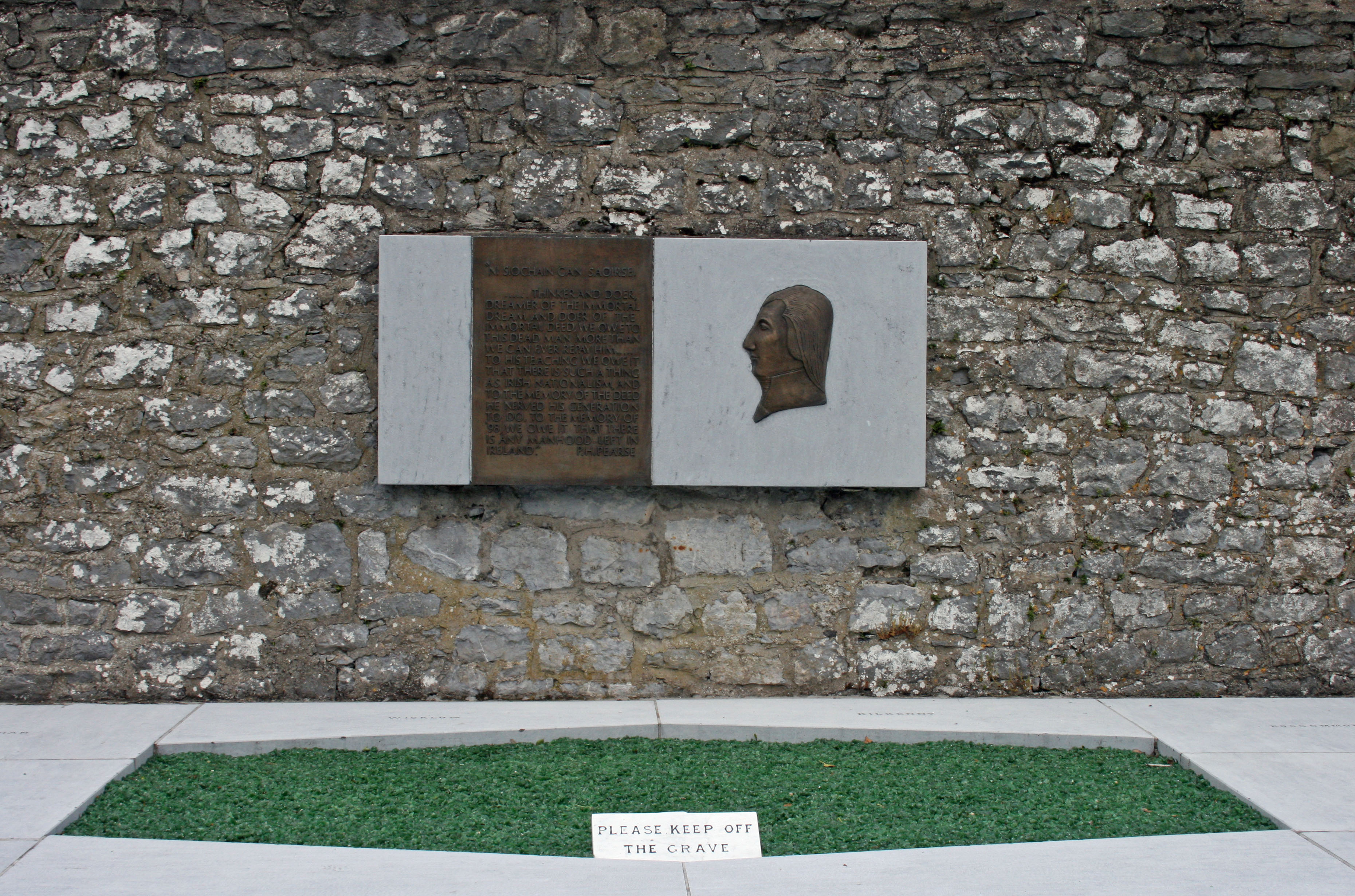
Tumba de Wolfe Tone
Bodenstown, Condado de Kildare.

Apenas tenemos testimonios acerca de la represión posterior a las revueltas desde la perspectiva de los rebeldes, correspondiendo toda la literatura sobre la materia a escritores lealistas. Muchos de ellos atribuyen al catolicismo un papel exageradamente importante, lo que permitió a la Iglesia católica erigirse en el paladín del nacionalismo irlandés durante el siglo XIX. La realidad fue que, salvo casos aislados, el clero católico había apoyado activamente a los británicos durante el alzamiento, salvo casos aislados como el del Padre John Murphy y otros. Por otro lado, el carácter ilustrado de la mayoría de los Irlandeses Unidos protestantes fue deliberadamente obviado. Durante la celebración del centenario de la Rebelión en 1898, tanto los Irlandeses nacionalistas conservadores como la Iglesia católica proclamaron que los Irlandeses Unidos habían luchado por "Fe y Patria", y esta versión de los hechos es la que, de alguna manera, ha quedado conservada en la memoria del pueblo.
En 1998, el bicentenario, las ideas democráticas y no sectarias de la Rebelión fueron reivindicadas en las celebraciones oficiales, dejando patente el deseo de reconciliación, en un momento en que los Acuerdo de Viernes Santo abrían las puertas a la paz y al final de los Problemas en Irlanda del Norte.

## Enfrentamientos más importantes
| Fecha            | Lugar                                        | Batalla                        | Resultado                                                              |
| ---------------- | -------------------------------------------- | ------------------------------ | ---------------------------------------------------------------------- |
| 24 de mayo       | Ballymore Eustace, Condado de Kildare        | Batalla de Ballymore-Eustace   | Los United Irishmen son rechazados                                     |
| 24 de mayo       | Naas, Condado de Kildare                     | Batalla de Naas                | Los United Irishmen son rechazados                                     |
| 24–28 de mayo    | Rathangan, Condado de Kildare                | Batalla de Rathangan           | Victoria inicial de los United Irishmen, pero son rechazados el día 28 |
| 24 de mayo       | Prosperous, Condado de Kildare               | Batalla de Prosperous          | Victoria de los United Irishmen                                        |
| 24 de mayo       | Kilcullen, Condado de Kildare                | Batalla de Kilcullen           | Victoria británica pero abandonan Kilcullen                            |
| 25 de mayo       | Carnew, Condado de Wicklow                   | Masacre de Carnew              | Los británicos ejecutan 38 prisioneros                                 |
| 25 de mayo       | Dunlavin, Condado de Wicklow                 | Masacre de Dunlavin Green      | Los británicos ejecutan 36 prisioneros                                 |
| 25 de mayo       | Carlow, Condado de Carlow                    | Batalla de Carlow              | Victoria británica                                                     |
| 26 de mayo       | Colina de Tara, Condado de Meath             | Batalla de Tara Hill           | Victoria británica                                                     |
| 27 de mayo       | Oulart, Condado de Wexford                   | Batalla de Oulart Hill         | Victoria de los United Irishmen                                        |
| 28 de mayo       | Enniscorthy, Condado de Wexford              | Batalla de Enniscorthy         | Victoria de los United Irishmen                                        |
| 29 de mayo       | Curragh, Condado de Kildare                  | Masacre de Gibbet Rath         | Los británicos ejecutan entre 300 y 500 rebeldes                       |
| 30 de mayo       | Newtownmountkennedy, Condado de Wicklow      | Batalla de Newtownmountkennedy | Victoria británica                                                     |
| 30 de mayo       | Forth Mountain, Condado de Wexford           | Batalla de Three Rocks         | Victoria de los United Irishmen, conquista de Wexford                  |
| 1 de junio       | Bunclody, Condado de Wexford                 | Batalla de Bunclody            | Victoria británica                                                     |
| 4 de junio       | Tuberneering, Condado de Wexford             | Batalla de Tuberneering        | Victoria de los United Irishmen                                        |
| 5 de junio       | New Ross, Condado de Wexford                 | Batalla de New Ross            | Victoria británica                                                     |
| 5 de junio       | Scullabogue, Condado de Wexford              | Masacre de Scullabogue         | Los rebeldes irlandeses asesinan a entre 100 y 200 lealistas           |
| 7 de junio       | Antrim, Condado de Antrim                    | Batalla de Antrim              | Los United Irishmen son rechazados                                     |
| 9 de junio       | Arklow, Condado de Wicklow                   | Batalla de Arklow              | Los United Irishmen son rechazados                                     |
| 9 de junio       | Saintfield, Condado de Down                  | Batalla de Saintfield          | Victoria de los United Irishmen                                        |
| 12–13 junio      | Ballynahinch, Condado de Down                | Batalla de Ballynahinch        | Victoria británica                                                     |
| 15 de junio      | cercanías de Kill, Condado de Kildare        | Batalla de Duncairn            | Victoria de los United Irishmen                                        |
| 19 de junio      | cercanías de Kilcock, Condado de Kildare     | Batalla de Ovidstown           | Victoria británica                                                     |
| 20 de junio      | Foulkesmill, Condado de Wexford              | Batalla de Foulksmills         | Victoria británica                                                     |
| 21 de junio      | Enniscorthy, Condado de Wexford              | Batalla de Vinegar Hill        | Victoria británica                                                     |
| 30 de junio      | cercanías de Carnew, Condado de Wicklow      | Batalla de Ballyellis          | Victoria de los United Irishmen                                        |
| 27 de agosto     | Castlebar, Condado de Mayo                   | Batalla de Castlebar           | Victoria de los United Irishmen y Ejército Francés                     |
| 5 de septiembre  | Collooney, Condado de Sligo                  | Batalla de Collooney           | Victoria de los United Irishmen y Ejército Francés                     |
| 8 de septiembre  | Ballinamuck, Condado de Longford             | Batalla de Ballinamuck         | Victoria británica                                                     |
| 23 de septiembre | Killala, Condado de Mayo                     | Batalla de Killala             | Victoria británica                                                     |
| 12 de octubre    | cercanías de Tory Island, Condado de Donegal | Batalla de Tory Island         | Victoria británica                                                     |